# Cova Água
Cova Água est une localité de Sao Tomé-et-Principe située au nord-est de l'île de Sao Tomé, dans le district de Cantagalo.

## Climat
Cova Água est doté d'un climat tropical de type As selon la classification de Köppen, avec des précipitations bien plus importantes en hiver qu'en été. La température annuelle moyenne est de 25,3 °C.

## Population
Lors du recensement de 2012, 363 habitants y ont été dénombrés.